# Xenylla aristides
Xenylla aristides är en urinsektsart som beskrevs av Fernando 1959. Xenylla aristides ingår i släktet Xenylla och familjen Hypogastruridae. Inga underarter finns listade i Catalogue of Life.